# Salomo Konstantin Titius
Salomo Konstantin Titius (* 2. August 1766 in Wittenberg; † 9. Februar 1801 ebenda) war ein deutscher Mediziner.

## Leben
Salomo Konstantin Titius war der Sohn von Johann Daniel Titius (auch Tietz, Tietze), einem Gelehrten der Biologie, Astronomie und Physik, der hauptsächlich durch die Aufstellung der Titius-Bode-Reihe bekannt wurde, und der Wittenberger Ratsherrentochter Johanna Christiane von Schönberg. Salomo Konstantin Titius immatrikulierte er sich am 22. November 1778 an der Universität Wittenberg, war seit 1779 Schüler an der Fürstenschule in Grimma und wechselte im Wintersemester 1786 an die Universität Leipzig, wo er am 18. Februar 1790 den akademischen Grad eines Magisters der Philosophie erwarb. Er entschied sich dann für eine medizinische Laufbahn, lernte in einer Apotheke in Leipzig und wurde am 22. September Bakkalaurus der Medizin und 1790 Lizentiat der Medizin. Daraufhin trat er eine längere Studienreise an, die ihn unter anderem nach Mailand, Padua und Wien führte, wo er sich besonders der Chirurgie widmete.  
Nachdem er im Sommersemester 1792 in seine Heimat zurückgekehrt war, übernahm er an der Wittenberger Hochschule die Vertretung von Johann Gottfried Leonhardi und wurde auf Weisung des Kurfürsten Friedrich August I. von Sachsen vom 3. Juli 1795 zum ordentlichen Professor für Anatomie und Botanik ernannt. Nach dem Tod seines Vaters führte er das von diesem begründete „Wittenberger Wochenblatt zum Aufnehmen der Naturkunde und des ökonomischen Gewerbes“ weiter. Titius, der im Wintersemester 1797 auch Rektor der Wittenberger Hochschule gewesen war, wurde ein Opfer seines Berufs und starb an Scharlachfieber.

## Werke (Auswahl)
- Pellagrae Morbi Inter Insubriae Austriacae Agricolas Grassatis Pathologia. Dürr, Wittenberg 1792.
- De virtute medicamentorum resolventium recte diiudicanda. Wittenberg 1793.
- De aeris marini salubritate. Wittenberg 1794.
- Dissertatio Inauguralis Quaedam Experimenta Chemica Cum Tribus Mineris Stanniferis In Variscia Obviis, Stannisque Ex Iisdem Elictis, Instituta, Exhibens. Meltzer, Wittenberg 1798.
- De Renvm Vitiis Comment. I. Renis vnius in iuuene reperti, exemplum. Tzschiedrich, Wittenberg 1798.
- De Renvm Vitiis Comment. III. Aneurysmatis arteriae renalis sinistrae, exemplum. 1798.
- De Renvm Vitiis Comment. IV. Renis hydatidibus obsessi descriptio. Charisius, Erfurt 1799.
- De Vitiis Renvm Comment. V. Ren uterque diuersimode morbosus. 1799.
- De haemorrhoidum divisione atque cura. Wittenberg 1799.